# Rocco Crimi
Rocco Crimi (ur. 3 sierpnia 1959 w Galati Mamertino) – włoski polityk, farmakolog, wieloletni parlamentarzysta, podsekretarz stanu ds. sportu w czwartym rządzie Silvia Berlusconiego.

## Życiorys
Z wykształcenia magister farmacji, studia ukończył na Uniwersytecie w Katanii. Specjalizację w zakresie farmakologii uzyskał na Uniwersytecie w Pawii. Pracował jako wykładowca uniwersytecki z zakresu medycyny sportowej w Mesynie, profesor w Instytucie Wychowania Fizycznego w Rzymie. Był prezesem przedsiębiorstwa prowadzącego laboratorium farmaceutyczne i konsultantem klubu piłkarskiego AS Roma.
W 1994 zaangażował się w działalność polityczną w ramach ugrupowania Forza Italia, z którym współtworzył później Lud Wolności. W tym samym roku uzyskał mandat posła do Izby Deputowanych XII kadencji. Od tego czasu wybierany ponownie w 1996, 2001, 2006, 2008 i 2013 na XIII, XIV, XV, XVI i XVII kadencję niższej izby włoskiego parlamentu.
Od maja 2008 do listopada 2011 sprawował urząd podsekretarza stanu ds. sportu w gabinecie Silvia Berlusconiego.